# Göran Mascoll Silfverstolpe
Göran Mascoll Silfverstolpe, född 23 september 1918 i Nyköpings västra församling, Nyköping, död 2 augusti 2011 i Eskilstuna församling, var en svensk konstvetare och författare.
Göran M Silfverstolpe utbildade sig i humaniora och tog en filosofie licentiat-examen i konsthistoria. Han tjänstgjorde därefter på Nordiska museet, Livrustkammaren och Nationalmuseum. Han var den förste chefen för Eskilstuna konstmuseum, efter det att detta 1948 övertagits av Eskilstuna kommun. Han var chef mellan 1949 och 1983. Under sin tid som museichef utvecklades det tidigare föreningsdrivna konstmuseet till ett av Sveriges främsta kommunala konstmuseer. Göran M. Silfverstolpe introducerade bland annat i Sverige den  eskilstunafödde, landskapsmålaren Gustaf Albert, som verkade i Frankrike. Han medverkade också i tillkomsten av Rademachersmedjorna, Faktorimuseet och Vapentekniska museet, alla i Eskilstuna.
Göran M. Silfverstolpe var brorson till Gunnar Mascoll Silfverstolpe. De är begravda på Rytterne kyrkogård.